# Audric del Vilar
Aldric del Vilar (fl. XII secolo) è stato signore di Auvillar e un trovatore del XII secolo.

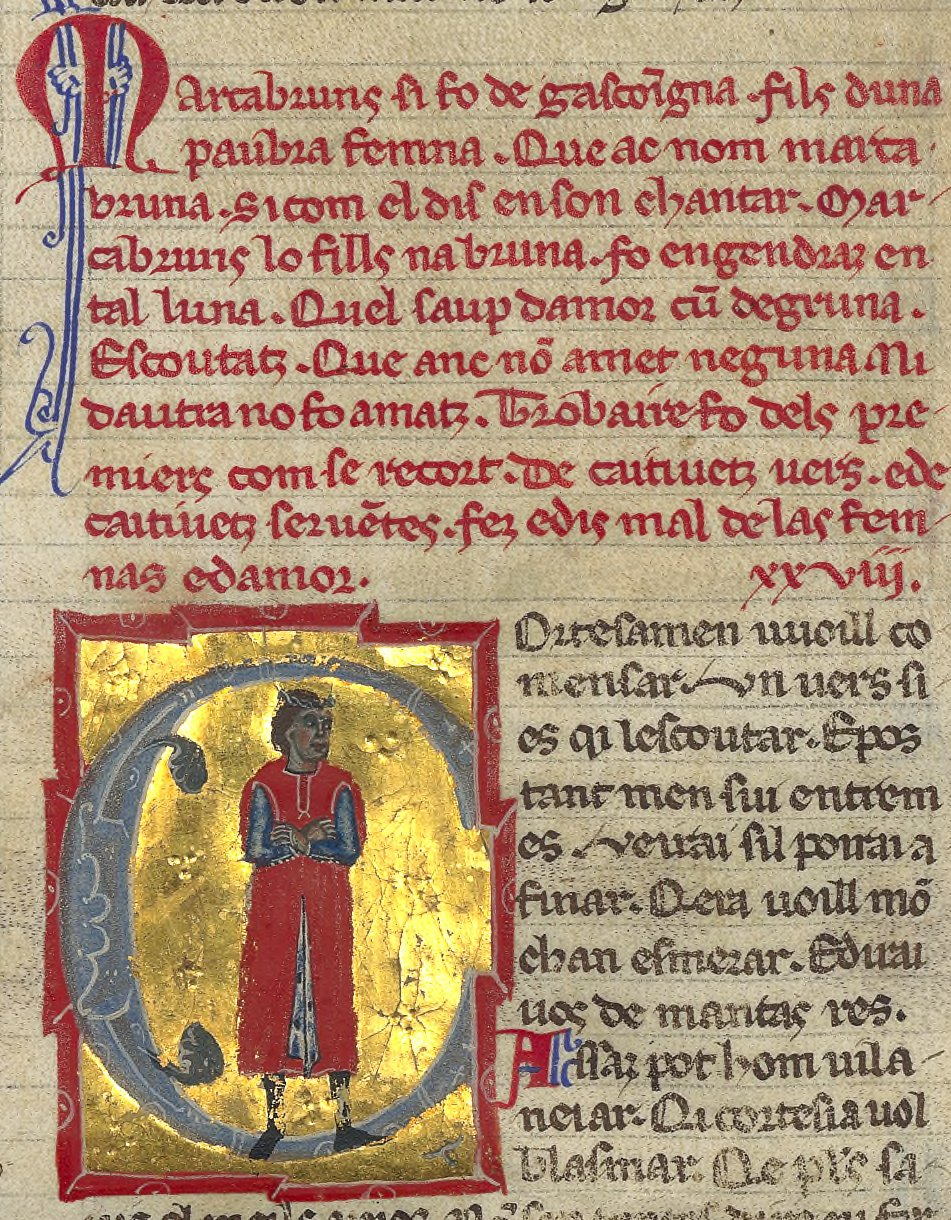

Secondo la vida di Marcabru, Vilar avrebbe allevato il giovane Marcabru, che sarebbe stato lasciato davanti alla porta del ricco gentiluomo che da allora si sarebbe occupato di lui. Il biografo può di fatto avere dedotto questo da uno scambio di canzoni satiriche tra i due, a cominciare da quella di Audric, Tot a estru (16b.1), alla quale Marcabru risponde con Seigner n'Audric (293.43). Audric avrebbe potuto inizialmente scrivere in risposta al gap di Marcabru, D'aisso lau Dieu. Lo scambio complessivo ruota intorno all'affermazione di Marcabru sul fatto che egli accetterà pane da un pazzo finché dura. D'altra parte, entrambi i componimenti di Marcabru, che condividono la forma metrica di Audric, potrebbero essere risposte indirizzate ad Audric, il quale introduce il soprannome Pan-Perdut per Marcabru.